# Devesel
Devesel là một xã thuộc hạt Mehedinți, România. Dân số thời điểm năm 2002 là 3618 người.